# کات استیلینگ (فیلم)
کات استیلینگ (انگلیسی: Caught Stealing) فیلم جنایی کمدی سیاه آمریکایی است که توسط دارن آرونوفسکی کارگردانی و تهیه‌کنندگی شده است. این فیلم اقتباسی از رمانی به همین نام نوشتهٔ چارلی هیوستون است. از بازیگران فیلم می‌توان به آستین باتلر، رجینا کینگ، زوئی کراویتز و مت اسمیت اشاره کرد. این فیلم به تهیه‌کنندگی کلمبیا پیکچرز و با همکاری پرتوزوا پیکچرز ساخته شده و قرار است در ۲۹ اوت ۲۰۲۵ توسط سونی پیکچرز در ایالات متحده اکران شود.

## بازیگران
- آستین باتلر
- رجینا کینگ
- زوئی کراویتز
- مت اسمیت
- لیو شرایبر
- وینسنت دن آفریو
- گریفین دان
- بد بانی
- کارول کین
- ویل بریل
- یوری کولاکولنیکوف

## داستان
یک بازیکن سابق بیسبال در دههٔ ۱۹۹۰ میلادی، در شهر نیویورک درگیر دنیای تبهکاری می‌شود.

## تولید
فیلم اقتباسی از رمان کات استیلینگ اثر چارلی هیوستون به نویسندگی دیوید هیتر در سال ۲۰۱۳ در دست توسعه بود و قرار بود پاتریک ویلسون نقش اصلی را ایفا کند. در مارس ۲۰۲۴ گزارش شد که اقتباس سینمایی جدیدی از این اثر در استودیوی سونی پیکچرز در حال ساخت است. در این نسخه، خود هیوستون نویسندگی فیلم‌نامه را بر عهده گرفته و دارن آرونوفسکی به عنوان کارگردان معرفی شده است. همچنین اعلام شد که آستین باتلر نقش اصلی را ایفا خواهد کرد و شرکت پروتوزوا پیکچرز تهیه‌کنندگی فیلم را بر عهده دارد. در ژوئیه ۲۰۲۴، زوئی کراویتز و رجینا کینگ به بازیگران فیلم در نقش‌هایی نامشخص پیوستند. در اوت همان سال، مت اسمیت، لیو شرایبر و بد بانی نیز به جمع بازیگران اضافه شدند، و در ماه سپتامبر نیز حضور گریفین دان، وینسنت دن آفریو، دی‌فارو وون-ا-تای و اکشن برانسون اعلام شد. در دسامبر ۲۰۲۴ اعلام شد که کارول کین نیز به گروه بازیگران پیوسته و نقشی را ایفا خواهد کرد که تنها به زبان ییدیش صحبت می‌کند.

### فیلم‌برداری
تصویربرداری اصلی از ۵ سپتامبر ۲۰۲۴ در شهر نیویورک آغاز شد.

## انتشار
کات استیلینگ قرار است در ۲۹ اوت ۲۰۲۵ در ایالات متحده اکران شود.